# Baldo degli Ubaldi
Baldo degli Ubaldi – trzecia stacja linii A metra rzymskiego. Stacja została otwarta w 2000 roku. Baldo degli Ubaldi jest kolejna po Cornelii, zaś następną stacją jest Valle Aurelia. Stacja jest jedną z najgłębiej położonych i posiada jedne z najdłuższych ruchomych schodów w rzymskim metrze - wyjazd na powierzchnię (w stronę Piazza Irnerio) trwa ponad 2 minuty.